# Чашинский сельсовет (Каргапольский район)
Чашинский сельсовет — упразднённые административно-территориальная единица и муниципальное образование со статусом сельского поселения в Каргапольском районе Курганской области.
Административный центр — село Чаши.
Законом Курганской области от 30.11.2021 № 136 был упразднён 17 декабря 2021 года в связи с преобразованием муниципального района в муниципальный округ.

## География
Муниципальное образование Чашинский сельсовет обладает статусом сельского поселения и входит в состав муниципального образования Каргапольский район. Площадь муниципального образования - 19002,2 га, общая протяженность границ - 73.09 км. Границы муниципального образования Чашинского сельсовета на разных участках совпадают с участками границ муниципальных образований: Житниковского, Банниковского, Новоиковского сельсоветов и Белозерского района.
Законом Курганской области от 27 июня 2018 года N 64, в состав Чашинского сельсовета были включены все населённые пункты четырёх упразднённых Брылинского, Житниковского, Новоиковского и Северного сельсоветов.

## Население
| 1989  | 2002  | 2010  | 2012  | 2013  | 2014  | 2015  |
| ----- | ----- | ----- | ----- | ----- | ----- | ----- |
| 3030  | ↘2766 | ↘2484 | ↘2430 | ↗2433 | ↗2451 | ↘2410 |
| 2016  | 2017  | 2018  | 2019  | 2020  |       |       |
| ↘2375 | ↗2409 | ↗2421 | ↗5273 | ↘5141 |       |       |

## Состав сельского поселения
| №  | Населённый пункт | Тип населённого пункта       | Население |
| -- | ---------------- | ---------------------------- | --------- |
| 1  | Заря             | деревня                      | ↘52       |
| 2  | Иткуль           | деревня                      | ↘109      |
| 3  | Расковалова      | деревня                      | ↘234      |
| 4  | Рощино           | деревня                      | ↘35       |
| 5  | Рыбная           | деревня                      | ↘104      |
| 6  | Чаши             | село, административный центр | ↘1950     |
| 7  | Брылино          | село                         | ↘568      |
| 8  | Мамонова         | деревня                      | ↘43       |
| 9  | Савина           | деревня                      | ↘337      |
| 10 | Асямолова        | деревня                      | ↘121      |
| 11 | Жикина           | деревня                      | ↘108      |
| 12 | Житниковское     | село                         | ↘742      |
| 13 | Пустуево         | село                         | ↘60       |
| 14 | Тукманное        | деревня                      | ↘263      |
| 15 | Чемякина         | деревня                      | ↘64       |
| 16 | Локти            | село                         | ↘40       |
| 17 | Новая Никольская | деревня                      | ↘97       |
| 18 | Новоиковское     | село                         | ↘392      |
| 19 | Белоусова        | деревня                      | ↘59       |
| 20 | Бралгина         | деревня                      | ↘148      |
| 21 | Северная         | деревня                      | ↘219      |

## Местное самоуправление
Глава Бахарева Татьяна Федоровна.

## Экономика
- На территории поселения ведут своё дело множество предпринимателей. Основные направления деятельности: торговля, деревообработка.

## Образование
- "Чашинская средняя общеобразовательная школа"
- "Чашинский государственный аграрно-технологический колледж" - филиал "Курганской государственной сельскохозяйственной академии им. Т.С. Мальцева"
- "Чашинская детская школа искусств"